# 明日への扉〜いのちのラジオ〜
『明日への扉〜いのちのラジオ〜』（あすへのとびら いのちのラジオ）は、ラジオ大阪（OBC)で、2021年4月から2022年3月まで火曜日（同9月までは毎週、10月からは毎月2回・第1・2週）の22:00ｰ22:30に生放送されていたラジオ番組である。
同番組は、「命」をテーマに、長期の経済不況や新型コロナウィルスなど、閉塞感が漂う今日の現代社会について、スタジオ、あるいはリモートで2週間（原則。それ以上にまたぐ場合もある。また月2回放送となった2021年10月以後は1回だけの出演のゲストもまれにいる）にわたり、専門家や、川嶋と親交がある著名人らをゲストに迎え、その解決策について一緒に考えていくという内容。
2022年3月8日放送でOBCでの制作・放送を終了。翌月の2022年4月3日からラジオ関西へスポンサー・番組内容はそのままに放送局が変更され『明日への扉～いのちのラジオ⁺～』（あすへのとびら いのちのラジオプラス）が開始。OBC時代と同じく第1・2週に放送される。残りの週は『～未来へ向かって～栄光のレジェンド』を放送、スポンサーもOBC時代と同じく栄光フーズである。ネット局にはFM単営局のRadio Cube FM三重が加わったほか、2023年6月第1週からは、放送対象地域がOBC・ラジオ関西と重なるMBSラジオでも放送を開始。

## 出演者
- 川嶋あい - パーソナリティ

## 放送日時
ラジオ大阪時代
2021年4月-9月は毎週、10月からは原則第1・2週放送（第3-5週は同じ時間で『Toward the Future〜未来に向かって〜』が放送されていた、2022年4月以降は別の時間で放送継続）。
2022年1月は、ネット局は放送日が三が日に当たったため変更（1週目を放送せず2週目を先行放送したのか、1・2週目をずらして放送したのかは不明）。
| 放送対象地域 | 放送局            | 放送時間        |          | 時差       | 備考                                    |
| ------------ | ----------------- | --------------- | -------- | ---------- | --------------------------------------- |
| 近畿広域圏   | ラジオ大阪（OBC） | 火曜22:00-22:30 | NRN      | 製作局基準 | 生放送                                  |
| 福島県       | ラジオ福島（RFC） | 土曜19:00-19:30 | JRN・NRN | 4日遅れ    | 2021/10ネット開始                       |
| 栃木県       | 栃木放送（CRT）   | 土曜17:00-17:30 | NRN      | 4日遅れ    | toy box内包・2021/4の開始当初からネット |
| 長野県       | 信越放送（SBC）   | 土曜18:25-18:55 | JRN・NRN | 4日遅れ    | 2021/10ネット開始                       |
| 岡山県       | RSKラジオ         | 日曜05:00-05:30 | JRN・NRN | 5日遅れ    | 2021/10ネット開始                       |
| 福岡県       | RKBラジオ         | 土曜20:30-21:00 | JRN・NRN | 4日遅れ    | 2021/10ネット開始                       |
| 宮崎県       | 宮崎放送（MRT）   | 土曜18:00-18:30 | JRN・NRN | 4日遅れ    | 2021/10ネット開始                       |

ラジオ関西時代（2025.7月現在）
原則第1・2週放送（第3-5週は同じ時間で『～未来へ向かって～栄光のレジェンド』が放送されている。）また1時間版の放送地域は2番組をコンプレックス方式で放送、ラジオ関西で本放送の無かった番組は過去の放送の再放送を放送している。
全局『radiko』（プレミアム含む）で聴取可能。
| 放送対象地域   | 放送局                                      | 系列     | 放送時間                            | 備考                                        |
| -------------- | ------------------------------------------- | -------- | ----------------------------------- | ------------------------------------------- |
| 兵庫県         | ラジオ関西（CRK）                           | 独立局   | 日曜 17:00-17:30                    | 製作局                                      |
| 鹿児島県       | 南日本放送（MBC）                           | JRN・NRN | 土曜 5:00-5:30                      | 週2回放送                                   |
| 鹿児島県       | 南日本放送（MBC）                           | JRN・NRN | 月曜 4:00-5:00 （日曜 28:00-29:00） | 週2回放送                                   |
| 鳥取県・島根県 | 山陰放送（BSS）                             | JRN・NRN | 土曜 7:00-7:30                      |                                             |
| 神奈川県       | アール・エフ・ラジオ日本（RF）              | 独立局   | 土曜 7:20 - 7:50                    | 放送枠名を「扉の向こうへ!!」としている      |
| 岩手県         | IBC岩手放送                                 | JRN・NRN | 土曜 17:00-17:30                    |                                             |
| 栃木県         | 栃木放送（CRT）                             | NRN      | 土曜 17:00-17:30                    | toy box内包                                 |
| 長崎県・佐賀県 | 長崎放送（NBC） NBCラジオ佐賀               | JRN・NRN | 土曜 17:00-17:30                    | 2025年7月5日からネットを開始                |
| 富山県         | 北日本放送（KNB）                           | JRN・NRN | 日曜 5:00-6:00                      | 週2回放送                                   |
| 富山県         | 北日本放送（KNB）                           | JRN・NRN | 木曜 5:00-5:30                      | 週2回放送                                   |
| 愛媛県         | 南海放送（RNB）                             | JRN・NRN | 日曜 5:15-5:45                      |                                             |
| 宮崎県         | 宮崎放送（MRT）                             | JRN・NRN | 日曜 5:30-6:00                      | エフエム宮崎と同一エリア並列放送            |
| 岡山県         | RSK山陽放送（RSKラジオ）                    | JRN・NRN | 日曜 6:00-6:30                      |                                             |
| 福岡県         | 九州朝日放送（KBCラジオ）                   | NRN      | 日曜 8:00-8:30                      | 週2回放送                                   |
| 福岡県         | 九州朝日放送（KBCラジオ）                   | NRN      | 月曜 4:00-5:00 （日曜 28:00-29:00） | 週2回放送                                   |
| 三重県         | 三重エフエム放送（レディオキューブ FM三重） | JFN      | 日曜 9:00-9:30                      |                                             |
| 宮崎県         | エフエム宮崎（JOY FM）                      | JFN      | 日曜 9:00-9:30                      | 宮崎放送と同一エリア並列放送                |
| 熊本県         | 熊本放送（RKK）                             | JRN・NRN | 日曜 10:30-11:00                    | 週2回放送                                   |
| 熊本県         | 熊本放送（RKK）                             | JRN・NRN | 月曜 4:00-5:00 （日曜 28:00-29:00） | 週2回放送                                   |
| 石川県         | 北陸放送（MRO）                             | JRN・NRN | 日曜 11:00-11:30                    |                                             |
| 高知県         | 高知放送（RKC）                             | JRN・NRN | 日曜 17:00-17:30                    |                                             |
| 京都府         | 京都放送（KBS京都）                         | NRN      | 日曜 18:30-19:00                    | 週3回放送                                   |
| 京都府         | 京都放送（KBS京都）                         | NRN      | 月曜 4:00-5:00 （日曜 28:00-29:00） | 週3回放送                                   |
| 京都府         | 京都放送（KBS京都）                         | NRN      | 月曜 18:00-18:30                    | 週3回放送                                   |
| 宮城県         | 東北放送（TBC）                             | JRN・NRN | 月曜 4:00-5:00 （日曜 28:00-29:00） | 2025年7月7日（6日深夜）からネットを開始     |
| 福島県         | ラジオ福島（rfc）                           | JRN・NRN | 月曜 4:00-5:00 （日曜 28:00-29:00） | 2025年7月7日（6日深夜）からネットを開始     |
| 広島県         | 中国放送（RCC）                             | JRN・NRN | 月曜 4:00-5:00 （日曜 28:00-29:00） | 2025年7月7日（6日深夜）からネットを開始     |
| 香川県         | 西日本放送（RNC）                           | JRN・NRN | 月曜 4:00-5:00 （日曜 28:00-29:00） | 2025年7月7日（6日深夜）からネットを開始     |
| 大分県         | 大分放送（OBS）                             | JRN・NRN | 月曜 4:00-5:00 （日曜 28:00-29:00） | 2025年4月7日（6日深夜）からネットを開始     |
| 近畿広域圏     | MBSラジオ                                   | JRN・NRN | 月曜 4:15-5:15 （日曜 28:15-29:15） | 2023年6月3日（2日深夜）からネットを開始     |
| 中京広域圏     | CBCラジオ                                   | JRN      | 火曜 4:00-5:00 （月曜 28:00-29:00） | 2025年4月1日（3月31日深夜）からネットを開始 |